# 古賀俊昭
古賀 俊昭（こが としあき、1947年〈昭和22年〉10月16日 - 2020年〈令和2年〉3月9日）は、日本の政治家。自由民主党所属の元東京都議会議員（7期）、元日野市議会議員（4期）。

## 来歴
- 三島由紀夫を理論的指導者として仰いだ新民族主義運動の団体「日本学生同盟」に学生時代から加入し、「祖国再生運動」に参加した。
- 1970年、近畿大学法学部卒業。
- 衆議院議員秘書を経て、1981年の日野市議会議員選挙補欠選挙で初当選。以後4期務める[1]。
- 1993年の東京都議会議員日野市選挙区（定数2）に日本新党から出馬し、初当選[2]。
- 1996年には新進党公認で東京21区から衆議院選に出馬したが、旧民主党新人の山本譲司に敗北。
- 1997年、伊藤達也からも支援を受け無所属で都議会に復帰。
- 2000年、1997年に足立区立足立第十六中学校（現・足立区立千寿桜堤中学校）教員だった増田都子が起こした事件[3]に関して『こんな偏向教師を許せるか！』（展転社刊・共著）を著した。後に増田に名誉毀損で訴えられ2007年4月27日敗訴。本書を執筆するに当たり、東京都教育委員会（指導企画課長の近藤精一）から増田の個人情報を不正に入手した事が判明している（2008年6月、東京都個人情報保護条例違反で教育委員会に賠償命令）。
- 2006年、八木秀次が興した「日本教育再生機構」に発起人として参加。
- 2009年8月16日、在日特権を許さない市民の会の桜井誠が開催した慰安婦についてのイベントに参加し、いわゆる慰安婦の「狭義の強制性」について否定する旨のスピーチを行った。
- 2020年3月9日に腹膜炎により死去[4]。72歳没。叙正五位、旭日中綬章追贈[5]。

## 人物

### 統一教会との関係
- 2015年10月に出版された、統一教会の関連団体「世界日報社」代表取締役社長の早川俊行と世界日報編集委員の森田清策との共著『揺らぐ「結婚」―同性婚の衝撃と日本の未来』に、八木秀次と古賀俊昭の対談が掲載された[6]。

## 七生養護学校事件
2003年7月4日に、田代博嗣、土屋敬之と共に東京・日野市の都立七生養護学校（2009年度より東京都立七生特別支援学校）を視察し、同校の性教育などの方法について批判し、教材を没収するなどさせた。
古賀らの行為が、学校の教育に介入・干渉するもので、教育の自主性を阻害してゆがめる危険のある行為だとして、教員・保護者ら31人が損害賠償などを求めた訴訟が提起された。2009年3月12日、東京地方裁判所は、教育基本法第10条が禁じた「教育に対する不当な支配」に当たるとし、古賀らが行ったことが、一方的な批判で侮辱であり、裁量権の乱用だとして、慰謝料計210万円の支払いを３都議と都に命じる判決を言い渡した。都教委側は判決を不服として控訴したが、東京高等裁判所（大橋寛明裁判長）も2011年9月16日、一審を支持、控訴を棄却。最高裁判所第1小法廷（金築誠志裁判長）は2013年11月28日付けで、原告被告双方の上告を棄却。都と三人に控訴審判決額の賠償を命じる判決が確定した。
15年後の2018年3月にも、足立区の区立中学校で行なわれた性教育の内容が「学習指導要領に沿っていない、不適切だ」と問題視し、都教育委員会に調査させた。区教育委員会は「不適切だとは思っていない」と反論した。都教委は、区教委を指導し、4月の中学校長会でも注意喚起することを決めた。同年9月には、問題視された性教育を都教委が容認し、同校は今後も授業を継続することとなった。

## 主張
- 「過激すぎる性教育」や「行き過ぎたジェンダーフリー」に対して強く反対。
- “教育の復興”を主張している。議会では主に、文教委員会に所属し、独自の観点から教育の“正常化”を主張。
- 「結婚するまで性交渉を控えるという純潔教育や自己抑制教育が必要だ」「そもそも『結婚する・しない』を自己決定するという戦後の価値観が問題だ」「『結婚・出産・子育て』は社会貢献だとしっかり教育すれば、安易な性交渉にはおのずと抑制的になる」と発言[12]。

## 役職
- 主権回復を目指す会顧問
- 日本の家庭を守る議員連盟会長
- 北朝鮮による日本人拉致問題の完全解決を図る東京都議会議員連盟会長
- 東京都議会花粉症対策推進議員連盟会長
- 教育再生・地方議員百人と市民の会東京支部理事
- 日本会議地方議員連盟副会長
- 近畿大学校友会東京支部名誉顧問[13]

## 選挙歴
| 当落                            | 選挙                     | 施行日         | 選挙区       | 政党       | 得票数 | 得票率 | 得票順位 /候補者数 |
| ------------------------------- | ------------------------ | -------------- | ------------ | ---------- | ------ | ------ | ------------------ |
| 当                              | 第13回東京都議会議員選挙 | 1993年6月27日  | 日野市選挙区 | 日本新党   | 19,920 | 33.3   | 1/5                |
| 落                              | 第41回衆議院議員総選挙   | 1996年10月20日 | 東京21区     | 新進党     | 46,919 | 24.5   | 3/4                |
| 当                              | 第14回東京都議会議員選挙 | 1997年7月6日   | 日野市選挙区 | 無所属     | 14,274 | 28.8   | 2/4                |
| 当                              | 第15回東京都議会議員選挙 | 2001年6月25日  | 日野市選挙区 | 自由民主党 | 27,381 | 46.6   | 1/3                |
| 当                              | 第16回東京都議会議員選挙 | 2005年7月3日   | 日野市選挙区 | 自由民主党 | 23,895 | 44.1   | 1/3                |
| 当                              | 第17回東京都議会議員選挙 | 2009年7月12日  | 日野市選挙区 | 自由民主党 | 23,384 | 30.8   | 2/3                |
| 当                              | 第18回東京都議会議員選挙 | 2013年6月23日  | 日野市選挙区 | 自由民主党 | 21,231 | 35.2   | 1/4                |
| 当                              | 第19回東京都議会議員選挙 | 2017年7月2日   | 日野市選挙区 | 自由民主党 | 16,458 | 22.3   | 2/4                |
| 当選回数7回 （東京都議会議員7） |                          |                |              |            |        |        |                    |

## 著作
- 古賀俊昭、田代博嗣、土屋敬之『こんな偏向教師を許せるか！ 戦慄の現場報告・自殺まで考えた女子中学生』展転社、2000年11月10日。ISBN 9784886561855。
- 世界の歴史教科書を考える議員連盟編（古賀俊昭・土屋敬之・田代博嗣） 編『教科書から見た日露戦争 これでいいのか、日本の教科書』勝岡寛次監修、展転社、2004年11月25日。ISBN 9784886562555。
- 古賀俊昭、土屋敬之『日本人なら知っておきたい近現代史50の検証』勝岡寛次監修、展転社、2008年3月10日。ISBN 9784886563163。